# 파라 팔라비
파라 팔라비(Farah Pahlavi, 1938년 10월 14일 ~) 또는 파라 디바(Faraḥ Dība)는 모하마드 레자 팔라비의 세 번째 아내로서, 이란의 왕비이자 황후였다. 이란 이슬람 혁명으로 축출되어, 각지를 떠돌게 된다. 모하마드 레자 팔라비가 사망하자, 1년동안 이름뿐인 작위인 이란 샤가 되지만, 아들인 레자 시루스 팔라비한테 양위한다.
| 전임 소라야 에스판디아리바흐티아리 | 이란 왕비 1959년 12월 21일~1967년 10월 26일 | 후임 황후로 승격 |

| 전임 신설 | 이란 황후 1967년 10월 26일~1979년 2월 11일 | 후임 없음 |